# Jean Larrart
Jean Larrart, né le 22 décembre 1884 à Camou (Basses-Pyrénées) et mort le 13 juillet 1966 à Montbeton (Tarn-et-Garonne), est un missionnaire français des Missions étrangères de Paris, archevêque de Guiyang (en), en Chine, de 1933 à 1952.

## Biographie
Jean Larrart naît dans une famille paysanne basque pieuse. Après des études au petit séminaire de Mauléon de 1895 à 1902 puis au grand séminaire de Bayonne de 1902 à 1904, Jean Larrart entre aux Missions étrangères de Paris le 14 octobre 1905. Il est ordonné prêtre le 27 mars 1909 et part pour le Kweichow le 17 novembre de la même année.
Il devient évêque in partibus d'Aulona (de) et coadjuteur du vicaire apostolique de Kweiyang, Mgr Séguin. Il est sacré le 13 août 1933. À la suite de la montée du pouvoir communiste, il est brutalement expulsé de Chine au début de mars 1952.
Rentré en France, il devient aumônier des Frères de Ploërmel à Ciboure jusqu’en 1965.
Il est fait Chevalier de la Légion d'honneur le 23 mars 1954.
Il meurt le 13 juillet 1965 à la maison de retraite des Missions étrangères de Paris, à Montbeton.